# Dungeon Siege
Dungeon Siege är ett datorrollspel skapat av Gas Powered Games och publicerat av Microsoft. Chris Taylor (från Total Annihilation) designade. Spelet släpptes 2002. I november 2003, släppte Gas Powered Games och Mad Doc Software ett officiellt expansionspack; Dungeon Siege: Legends of Aranna. Uppföljaren Dungeon Siege II släpptes under 2005.

## Filmatisering
En film baserad på spelet, In the Name of the King: A Dungeon Siege Tale släpptes under 2007. Den är regisserad av tyska filmregissören Uwe Boll och har bland andra Jason Statham, Burt Reynolds och Ray Liotta i rollerna.